# Лю, Симу
Симу Лю (англ. Simu Liu, кит. упр. 刘思慕, пиньинь Liú Sīmù, палл. Лю Сыму, род. 19 апреля 1989, Харбин, Хэйлунцзян, Китай) — канадский актёр китайского происхождения, писатель, каскадер и кинорежиссёр. Наиболее известен по роли Шан-Чи в фильме Кинематографической вселенной Marvel «Шан-Чи и легенда десяти колец» (2021), а также роли Юнга в сериале от CBC Television «Ассимиляция Кимов».

## Биография
Симу Лю родился в Харбине, провинция Хэйлунцзян, затем в возрасте пяти лет переехал в Канаду. Он вырос в Эрин Миллс, районе Миссиссоги, провинция Онтарио. Обучался в школе при Университете Торонто для старшеклассников. После окончания средней школы Симу в течение двух лет учился в Университете Западного Онтарио и два года изучал финансы и бухгалтерский учёт в Школе бизнеса им. Ричарда Айви. Он работал бухгалтером в «Делойте», но в итоге был уволен. Прежде чем принять решение продолжить свою работу в качестве актёра, Симу Лю рассматривал и другие варианты развития своей карьеры.

## Карьера
Лю впервые начал работать в качестве статиста в фильме «Тихоокеанский рубеж» (2013) режиссёра Гильермо дель Торо. Он также появлялся в фильмах «Никита» (2012) и «Красавица и Чудовище» (2014). В 2015 году он был членом команды каскадёров сериала «Герои: Возрождение», появившись в трёх эпизодах в качестве дублёра. Затем он получил одну из главных ролей в канадском телесериале «Кровь и вода» (2015—2016). За данный проект актёр был удостоен двух номинаций: ACTRA и Canadian Screen Award в 2017 году. В 2016 году Лю был снят в роли экс-аналитика ЦРУ Фаарона в серии приквелов NBC, снятой на основе франшизы фильма с участием Лиама Нисона. Он также играл Юнга в телевизионной адаптации СВС известной канадской пьесы «Ассимиляция Кимов». Позже в том же году Лю присоединился к актёрскому составу пятого и заключительного сезона популярного сериала BBC «Тёмное дитя» и был номинирован на премию Доры Мейвор Мур в категории «Выдающийся актёрский состав» вместе со своими товарищами по пьесе «Banana Boys».
В 2017 году Лю присоединился к актёрскому составу второго сезона «Слэшер», а также мини-сериала «Дурная кровь». В следующем году он появился в научно-фантастическом телесериале «Пространство» и сериале «Яппи». В начале 2019 года было объявлено, что Симу Лю присоединится к актёрскому составу сериала «Трудности ассимиляции» в качестве приглашённой звезды. Он играл одну из главных ролей, продавца лапши по имени Вилли, в 100-м эпизоде.
В 2019 году на Comic-Con в Сан Диего было объявлено, что актёр исполнит роль Шан-Чи, супергероя из Кинематографической вселенной Marvel, в фильме «Шан-Чи и легенда десяти колец», первом азиатском фильме Marvel.. Мировая премьера картины состоялась в 2021 году. Известно, что Симу Лю подал заявку на судьбоносную роль в Twitter (ещё в декабре 2018 года), тогда фильм находился ещё в разработке. Перед прослушиванием Лю сказал, что хотел бы попробовать сыграть таких персонажей, как Солнечный огонь или Нэмор.
Помимо своей работы на экране, Лю также является писателем и режиссёром. Он принял участие в написании сценария к сериалу «Кровь и вода», им был написал эпизод для второго сезона. В декабре 2017 года Лю также написал статью для журнала «Maclean’s», в которой подробно описывает свой опыт проживания в семье иммигрантов. Статья была опубликована в январском номере журнала за 2018 год. Лю выступал в качестве режиссёра: писал, режиссировал и продюсировал короткометражные фильмы, которые были показаны на фестивалях в США и Канаде и получили награды. Его последний короткометражный фильм «Встреча с мамой», который он написал и снял совместно с Тиной Юнг, был выпущен в феврале 2018 года на канале «Wong Fu Productions» на YouTube. За первую неделю фильм собрал более 250 000 просмотров.
В 2023 году в прокат вышла мелодрама «Ещё одна настоящая любовь», в которой Лю исполнил одну из главных ролей. Фильм является адаптацией одноимённого романа писательницы Тейлор Дженкинс Рейд.

## Награды
В 2017 году Лю был номинирован на премию Canadian Screen Awards и премию ACTRA за работу в телесериале «Кровь и вода», а в 2017 году получил премию ACTRA Award в номинации Лучший актёрский состав. Вместе с актёрским составом телесериала «Ассимиляция Кимов» он стал лауреатом премии ACTRA Award за выдающуюся работу в 2017 году. Впоследствии весь актёрский состав и Лю были номинированы на эту же премию в 2018 и 2019 годах. «Ассимиляция Кимов» также получил награду за лучший комедийный сериал на Канадской церемонии награждения 2018 года. Лю попал в рейтинг журнала «Hello!» как один из 50 самых красивых канадцев и одни из 25 самых горячих холостяков в 2017 и 2018 годах.

## Фильмография
| Год          |    | Русское название              | Оригинальное название                     | Роль                      |
| ------------ | -- | ----------------------------- | ----------------------------------------- | ------------------------- |
| 2011         | ф  | Уровни (клип AVICII)          | Levels                                    | сотрудник в офисе         |
| 2012         | с  | Никита                        | Nikita                                    | Констебль полиции Гонкога |
| 2013         | с  | Хранилище 13                  | Warehouse 13                              | Бармен                    |
| 2013         | с  | Под прикрытием                | Played                                    | Преступник                |
| 2013         | ф  | Тихоокеанский рубеж           | Pacific Rim                               | эпизод                    |
| 2014         | с  | Красавица и Чудовище          | Beauty and the Beast                      | Сотрудник скорой помощи   |
| 2015         | с  | Кровь и вода                  | Blood and Water                           | Пол Се                    |
| 2015         | с  | Герои: Возрождение            | Heroes Reborn                             | Каскадёр                  |
| 2015         | с  | Зажигай                       | Make It Pop!                              | Рэнди                     |
| 2016         | с  | Заложница                     | Taken                                     | Фэрон                     |
| 2016—2021    | с  | Ассимиляция Кимов             | Kim’s Convenience                         | Джанг Ким                 |
| 2017         | с  | Тёмное дитя                   | Orphan Black                              | Мистер Митчелл            |
| 2017         | с  | Слэшер: Виновная сторона      | Slasher: Guilty Party                     | Люк                       |
| 2017         | с  | Дурная кровь                  | Bad Blood                                 | Парень                    |
| 2018         | с  | Пространство                  | The Expanse                               | Лейтенант Паоло Майер     |
| 2018         | с  | Ура                           | Yappie                                    | Том                       |
| 2019         | с  | Трудности ассимиляции         | Fresh Off the Boat                        | Вилли                     |
| 2021         | ф  | Женщины-неудачницы            | Women Is Losers                           | Гилберт                   |
| 2021         | ф  | Шан-Чи и легенда десяти колец | Shang-Chi and the Legend of the Ten Rings | Шан-Чи                    |
| 2023         | ф  | Ещё одна настоящая любовь     | One True Loves                            | Сэм                       |
| 2023 — н. в. | с  | Гремлины                      | Gremlins                                  | Чанг                      |
| 2023         | ф  | Больше, чем люди              | Simulant                                  | Кэйси                     |
| 2023         | ф  | Барби                         | Barbie                                    | Туристический Кен         |
| 2024         | ф  | Артур, ты король              | Arthur the King                           | Лиам                      |
| 2024         | ф  | Атлас                         | Atlas                                     | Харлан Шеферд             |
| 2024         | мс | Что, если…?                   | What If...?                               | Шан-Чи                    |
| 2025         | ф  | Дыхание шторма                | Last Breath                               | Дэвид Юас                 |
| 2026         | ф  | Мстители: Судный день         | Avengers: Doomsday                        | Шан-Чи                    |
|              | с  | Копенгаген                    | Copenhagen                                | Александр Хейл            |

## Награды и номинации
| Год  | Награда                | Категория                                                     | Работа                                    | Результат |
| ---- | ---------------------- | ------------------------------------------------------------- | ----------------------------------------- | --------- |
| 2017 | ACTRA Award            | Лучшая мужская роль                                           | Кровь и вода                              | Номинация |
| 2017 | Canadian Screen Awards | Лучший актёр второго плана в драматическом фильме или сериале | Кровь и вода                              | Номинация |
| 2017 | ACTRA Award            | Лучший актёрский состав                                       | Ассимиляция Кимов                         | Победа    |
| 2018 | ACTRA Award            | Лучший актёрский состав                                       | Ассимиляция Кимов                         | Номинация |
| 2021 | People’s Choice Awards | Лучшего актёра в экшн-фильме                                  | Shang-Chi and the Legend of the Ten Rings | Победа    |